# مرکز المملکه
مرکز المملکه (به زبان عربی: مركز المملكة؛ سابقاً برج المملکه) نام برجی پسانوگرا در ریاض، عربستان سعودی است. معماران این ساختمان شرکت آمریکایی الربی بکت هستند.
این برج ۶۵ طبقه دارد که با ارتفاع ۳۰۲٫۳ متری دومین آسمان خراش بلند عربستان و سومین برج حفره دار جهان بعد از برج مرکز مالی جهانی شانگهای و تانتکس اسکای تایوان است.
این برج مرکز دفاتر شرکة المملکة القابضة می‌باشد.
گمان می‌رود بیش از ۱٫۷ میلیارد ریال سعودی (۴۵۳ میلیون دلار) خرج ساخت این بنا شده باشد.

## منابع

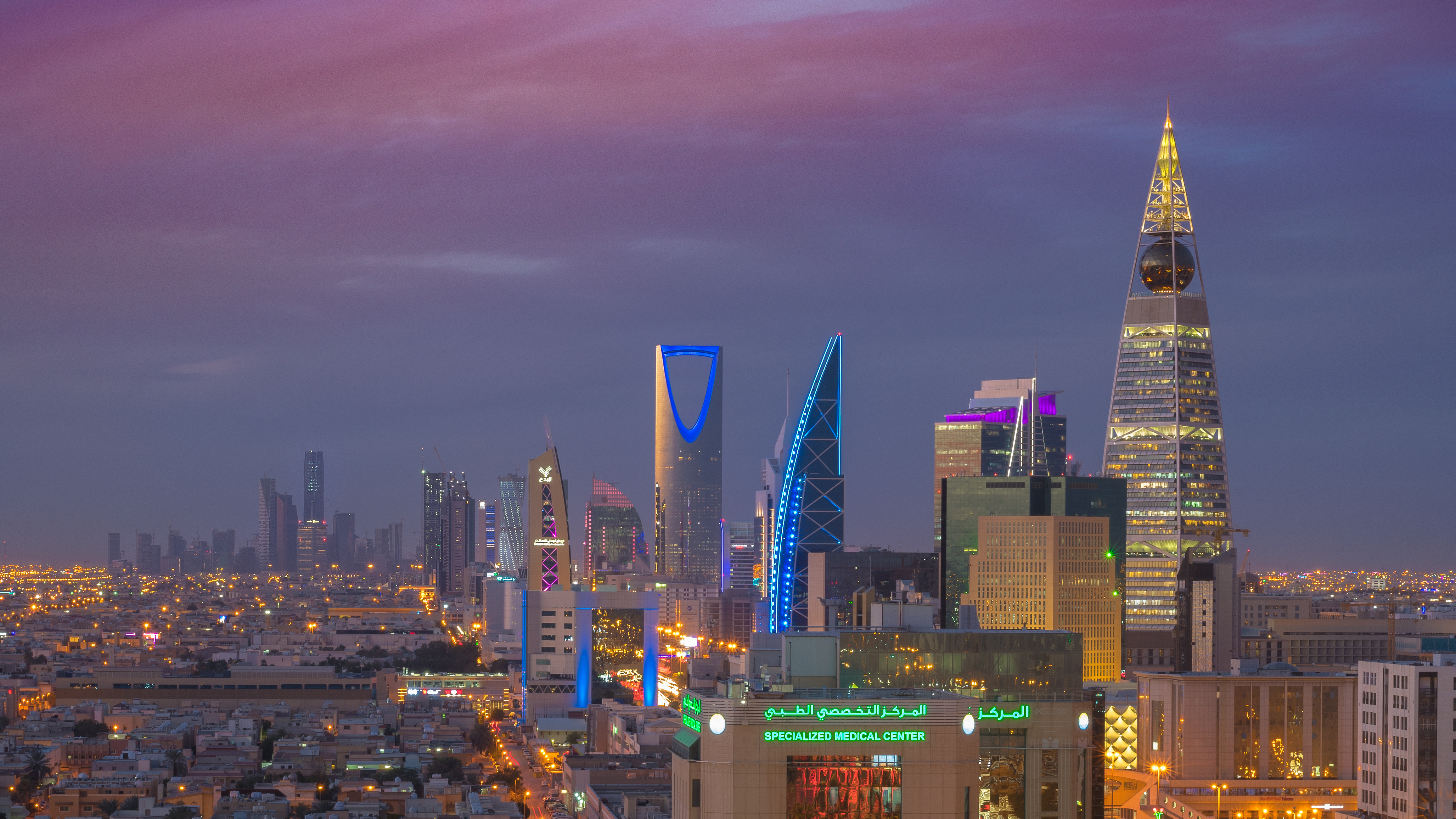
برج المملکه در پایتخت عربستان